# Station Kałków Łąka
Station Kałków Łąka is een spoorwegstation in de Poolse plaats Kałków / Łąka.